# 괘법초등학교
괘법초등학교(掛法初等學校)는 대한민국 부산광역시 사상구에 있는 초등학교다.

## 학교 연혁
- 1982년 3월 25일 괘법국민학교로 개교(28학급편성)
- 1996년 3월  1일 괘법초등학교로 교명 변경